# Co Derr
Jacobus Augustus (Co) Derr (Amsterdam, 21 juli 1921 – Stockholm, 27 april 2011) was een Nederlands-Zweeds beeldhouwer en ontwerper.

## Leven en werk
Derr was een zoon van Johannes Jacobus Derr en Alberta Christina Zonnenschijn. Zijn vader was schrijver en zijn grootvader opzichter-tekenaar bij de Gemeente Waterleiding in Amsterdam. Hij werd opgeleid aan het Instituut voor Kunstnijverheidsonderwijs en kreeg daarnaast les van Le Corbusier.
In 1946 maakte hij een kalkstenen gedenkteken ter herinnering aan tijdens de Tweede Wereldoorlog omgekomen medewerkers van de Kromhout Motorenfabriek in Amsterdam.
Met zijn lindenhouten beeld van een schaatser nam Derr in 1948 deel aan het onderdeel beeldhouwen bij de kunstwedstrijden op de Olympische Zomerspelen, in het Victoria and Albert Museum in Londen. Hij was een van de twaalf deelnemers vanuit Nederland, naast onder anderen Kees Andrea en C.J. Maks (schilderkunst), Livinus van de Bundt en Jan Goedhart (grafiek) en Jan Wils (architectuur). Derr was de enige Nederlander tussen de circa 50 deelnemers aan het discipline beeldhouwen. Hij wist geen prijs in de wacht te slepen, de gouden medaille werd behaald door de Zweedse beeldhouwer Gustaf Nordahl. Het was het laatste jaar dat aan de kunstwedstrijden kon worden deelgenomen, het Internationaal Olympisch Comité bepaalde achteraf dat ze niet langer als officieel onderdeel van de Spelen werden beschouwd.
Derr verhuisde begin jaren 50 naar Zweden. Hij trouwde er in 1957 en werd twee jaar later Zweeds staatsburger. Hij ging in Zweden verder met zijn werk als beeldhouwer. Hij werd daarbij sterk geïnspireerd door vogels, die hij weergaf in steen, hout of glas. Hij maakte daarnaast ook draadfiguren, kleinplastiek en houten kommen. Vanwege allergie moest hij stoppen met het werken met stoffig materiaal. Derr volgde een opleiding tot interieurontwerper en werd in 1972 aangesteld als curator van het Kulturhuset (Cultuurhuis) in Stockholm. Toen de allergie afnam, ging hij weer sculpturen maken. Zijn ontwerpen werd steeds meer geabstraheerd, zoals bij zijn werk 'Aves', een set van drie vogels in opeenvolgende grootte maten, en bij zijn glazen vogels. Een uitspraak van hem is: "Perfection is obtained when there is nothing to take away." Zijn ontwerpen worden ook na zijn dood nog uitgevoerd. Derr exposeerde zijn werk onder andere bij het Kalmar Konstuseum, Design Center Nybro en het Ölands Museum Himmelsberga. Hij was erelid van de Zweedse Vereniging van Ambachtslieden en Industrieel Ontwerpers.
Co Derr overleed op 89-jarige leeftijd. Zijn werk is opgenomen in de collecties van onder andere het Nationalmuseum in Stockholm en het Museum of Modern Art in New York.
- Union List of Artist Names: 500464274